# 小原啓渡
小原 啓渡（こはら けいと、1960年 - ）は、「アートを切り口に、新しい価値観を創造する」ことを理念とした団体、「アートコンプレックス」の統括プロデューサー。株式会社アートコンプレックス、リッジクリエイティブ株式会社、有限会社1928の代表取締役、NPO法人ライブエンターテイメント推進協議会（通称LEO）理事長を務める。兵庫県出身、京都市在住。同志社大学法学部政治学科中退。

## 来歴・人物
同志社大学中退後、約1年インドを放浪。著名なグル（インドの哲学者）を訪ね歩き、東洋思想、インド哲学を学ぶ。ヒマラヤでの遭難を機に帰国、照明技術者として舞台に関わる。宝塚歌劇団や劇団四季、歌舞伎公演（中座・南座・松竹座）など、幅広い現場を経験した後、Susan Buirge（コンテンポラリーダンス）の舞台監督として約7年間、パリを中心にヨーロッパで経験を積む。その後、1999年、元・毎日新聞京都支局の近代建築にて「アートコンプレックス1928」を立ち上げ、プロデューサーに転向。アートの複合（コンプレックス）をテーマに、劇場プロデュースの他、文化支援ファンドの設立や造船所跡地をアートスペース「クリエイティブセンター大阪」に再生するなど、芸術環境の整備に関わる活動を続ける。他にも、京都で非言語パフォーマンス「ギア-GEAR-」のロングラン公演をプロデュースするなど、文化芸術を都市の集客や活性化につなげる数々のプロジェクトを打ち出し続けている。

### 主な受賞歴
2005年　関西元気文化圏　ニューパワー賞

### 主な著書
クリエーター50人が語る創造の原点（論創社）

## 主なプロデュース事業 外部リンク
- 【WEBPAN->諸行無常日記】本人ブログ